# Anděl (metrostation)
Anděl is een metrostation in de Tsjechische hoofdstad Praag aan lijn B. Het station is gebouwd tussen 1977 en 1985, in Sovjetstijl, door Russische architecten, als blijk van waardering voor de vriendschap tussen beide landen. Het station werd geopend op 2 november 1985. In het begin heette het station Moskevská, genoemd naar Moskou. Tegelijkertijd werd er in Moskou een station genaamd Prazjskaja (Praag) geopend, op de Serpoechovsko-Timirjazevskaja-lijn. In 1990 kreeg het station de huidige naam Anděl, naar de gelijknamige wijk waar het station ligt.
Černý Most · Rajská zahrada · Hloubětín · Kolbenova · Vysočanská · Českomoravská · Palmovka · Invalidovna · Křižíkova · Florenc · Náměstí Republiky · Můstek · Národní třída · Karlovo náměstí · Anděl · Smíchovské nádraží · Radlická · Jinonice · Nové Butovice · Hůrka · Lužiny · Luka · Stodůlky · Zličín